# Alice Svensson
Alice Svensson (* 11. Juli 1991 in Hanoi, Vietnam) ist eine schwedische Popsängerin.

## Leben
Alice Svensson wurde adoptiert und kam mit zehn Monaten zu ihrer schwedischen Familie in Hedesunda. Mit 13 Jahren wirkte sie am Teenie-Pop-Projekt Popcorn mit, bei dem eine Single veröffentlicht wurde. Es folgten die Teilnahmen an mehreren Talentwettbewerben. Bei der Teilnahme an der Castingshow Idol konnte sie 2008 den zweiten Platz erreichen. Zwei ihrer Titel aus der Sendung konnten sich in den  schwedischen Charts platzieren.
2017 nahm Svensson mit ihrem Song Running with Lions am Melodifestivalen, dem schwedischen Vorentscheid zum Eurovision Song Contest teil. Sie schied im vierten Halbfinale auf dem fünften Platz aus.

## Diskografie

### Singles
- 2008: Heaven’s on Fire
- 2008: Girlfriend
- 2009: Lady Luck
- 2010: I Wanna Live
- 2017: Running with Lions